# 拓扑群
在數學中，拓撲群是群 G 和與之一起的 G 上的拓撲，使得這個群的二元運算和這個群的取逆函數是連續的。拓撲群允許依據連續群作用來研究連續對稱的概念。

## 形式定義
拓撲群 G 是拓撲空間和群使得群運算
{\displaystyle G\times G\to G:(x,y)\mapsto xy}
和
{\displaystyle G\to G:x\mapsto x^{-1}}
是連續函數。這里的 G × G 被看作使用乘積拓撲得到拓撲空間。
儘管我們這里沒有做其他要求，很多作者要求在 G 上的拓撲是豪斯多夫空間。下面會討論其理由和一些等價條件。最后，這不是個嚴重的限制 — 很多拓撲群都可以用規範方式變成豪斯多夫空間。
使用範疇論的語言，拓撲群可以簡明的定義為在拓撲空間範疇內的群對象，如同普通的群是集合範疇的群對象一樣。

### 同態
在兩個拓撲群 G 和 H 之間的同態就是連續群同態 G → H。拓撲群的同構則要求同時是群同構及對應拓撲空間的同胚。這比單純要求連續群同構要更強，因其逆函數必須也是連續。有作為普通群是同構的但作為拓撲群卻不同構的例子。實際上，任何非離散的拓撲群在用離散拓撲來考慮的時候也是（另一個）拓撲群。底層的群是一樣的（同構），但兩個拓撲群並非同構。
拓撲群和它們的同態一起形成一個範疇。

## 例子
每个群可以平凡地变成一个拓扑群，这是通过给它一个离散拓扑达成地；这样的群称为离散群。在这个意义下，拓扑群的理论包含了普通群的理论。
实数 R，以及加法操作和它的普通拓扑构成一个拓扑群。更一般的，欧几里得空间Rn连同加法和标准的拓扑构成拓扑群。更一般的，所有拓扑向量空间（譬如巴拿赫空间和希尔伯特空间）的加法群是拓扑群。
上面的例子都是阿贝尔群的例子。非交换群的例子有各种李群（是拓扑群也是流形）。例如，一般线性群GL(n,R)由所有可逆n×n实系数矩阵组成，可以视为拓扑群，其拓扑定义为将GL(n,R)作为欧几里得空间Rn×n的子空间得到的子空間拓撲。所有李群是局部紧的。
不是李群的拓扑群的一个例子是有理数Q其拓扑从实数继承。这是一个可数空间而它不是离散拓扑。对于一个非交换的例子，可以考虑R3的旋转群由绕不同轴作2π的无理数倍的两个旋转所生成的子群。
在每个带乘法单位元的巴拿赫代数中，可逆元素的集合构成一个乘法下的拓扑群。

## 性质
拓扑群的代数和拓扑结构以非平凡的方式互相影响。例如，在任何拓扑群中单位分支（也就是包含单位的连通分支）是一个闭正规子群。
拓扑群G上的逆运算给出了一个从G到其自身的同胚。同样，若a是G的任意元素，则a的左乘和右乘产生G → G的一个同胚。
每个拓扑群可以两种方式视为一个一致空间；“左一致性”将所有左乘变成一个一致连续映射，而“右一致性”将所有右乘变为一致连续映射。若G非交换，则这两个一致性并不相同。这个一致性结构使得在拓扑群上讨论完备性、一致连续、和一致收敛成为可能。
作为一个一致空间，每个拓扑群是一个完全正则空间。因而，若一个拓扑群是T0（也就是柯爾莫果洛夫空間），则它也是T2 (也即豪斯多夫空间)。 
两个拓扑群之间的最自然的同态概念是一个连续的群同态。拓扑群，和作为态射的连续群同态一起，构成一个範畴。
每个拓扑群的子群本身也是一个拓扑群，只要取子空間拓扑便可。若H是G的一个子群，所有左或右陪集G/H是一个拓扑空间，只要取商拓扑便可（G/H上使得自然投影q : G → G/H连续的最细拓扑)。可以证明商映射q : G → G/H总是开映射。
若H是一个G的正规子群，则因子群，G/H成为一个拓扑群，而从普通群理论来的同构基本定理在这个範围中也是成立的。但是，若H不是G的拓扑下的闭集，则G/H不是T0的，即使G是。因此很自然可以要求限制到只考虑T0拓扑群的範畴，并且限制定义中的正规到正规且闭。
若H是G的子群，则H的闭包也是一个子群。同样，若H是一个正规子群，则H的闭包也是正规的。

## 和数学其他领域的关系
对于调和分析有特殊重要性的是局部紧拓扑群，因为它们承认一个自然的测度和积分的概念，由哈尔测度给出。在很多方面，局部紧拓扑群是可数群的一个推广，而紧拓扑群可以视为有限群的一个推广。群表示理论对于有限群和紧拓扑群几乎是完全一样的。

## 参看
- 李群
- 代数群
- 拓扑环